# 인식과정 (불교)
인식과정(認識過程, 팔리어: vīthi 위-티, 영어: cognitive process, cognitive series)은 인식대상이 인식기관 즉 6근 중의 하나 앞에 나타났을 때 그 대상을 알기 위해 일어나는 일련의 마음(팔리어: cittavīthi 찟따위-티)들을 말한다. 이 때의 마음이란 6식 또는 8식 뿐만 아니라 이들과 함께하는 마음작용도 포함한다.

## 상좌부의 아비담마
상좌부의 아비담마에 따르면, 인식과정의 단계는 크게 대체적인 인식단계와 세부적인 인식단계의 두 그룹으로 나눌 수 있다. 이 대체적인 인식단계는 다시 그 대상이 감각적 대상 즉 5경에 속한 것인가 혹은 정신적 대상 즉 법경에 속한 것인가에 따라 차이가 있다.

### 감각적 대상에 대한 대체적인 인식과정
상좌부의 아비담마에 따르면,
감각적 대상의 인식과정, 즉, 전5식의 대상 즉 색경 · 성경 · 미경 · 향경 · 촉경이 해당하는 근 즉 안근 · 이근 · 비근 · 설근 · 신근 앞에 나타날 때의 인식과정 중 초기 6단계는 다음과 같다. 초기 6단계를 통해 그 감각적 대상을 대략적으로 인식하며, 그 감각적 대상을 세부적으로 명확히 인식하기까지에는 이후 여러 단계가 더 진행된다.
1. 색경(색깔과 모양) 즉 '18계 중 색계'에 속한 한 감각적 대상이 눈(안근) 즉 '18계 중 안계' 앞에 나타난다.
2. 오문전향의 마음 즉 의근 즉 '18계 중 의계'가 일어나서 이후의 마음의 흐름, 즉, 이 경우에는 안식의 흐름이 그 감각적 대상으로 흐르게 한다.
3. 안식 즉 '안근의 알음알이' 즉  '눈의 알음알이' 즉 '18계 중 안식계'가 감각적 대상을 본다. 즉, 안식이 자신의 본질인 봄 즉 '보는 작용'을 행한다.
4. 받아들이는 마음 즉 의근 즉 '18계 중 의계'가 일어나서 바로 앞 단계에서 발생한 식의 대상, 즉, 여기서는 안식의 대상, 즉, 감각적 대상을 받아들인다.
5. 조사하는 마음 즉 의식 즉 제6의식 즉 '의근의 알음알이' 즉 '18계 중 의식계'가 일어나서 감각적 대상을 조사한다.
6. 의문전향의 마음 즉 의식 즉 제6의식 즉 '의근의 알음알이' 즉 '18계 중 의식계'가 일어나서 그 감각적 대상이 좋은지 나쁜지 결정한다. 이 때의 의문전향의 마음을 다른 이름으로는 결정하는 마음이라고 한다. 즉, 이 단계에서 그 감각적 대상을 대략적으로 알게 된다. 즉, 대략적인 인식이 발생한다. 이 인식과 더불어 이 단계에서 느낌이 고수 · 낙수 · 불고불락수의 3수 중 하나로 확정된다. 또는, 보다 세밀하게는, 고수 · 낙수 · 희수 · 우수 · 사수의 5수 중 하나로 확정된다. 의문전향의 마음 그 자체는 언제나 사수와 함께하지만 이후의 마음은 확정된 느낌과 함께한다.
7. 이후 그 감각적 대상을 세부적으로 명확히 인식하기까지의 여러 단계가 진행된다.

### 정신적 대상에 대한 대체적인 인식과정
상좌부의 아비담마에 따르면,
정신적 대상의 인식과정, 즉, 정신적 대상이 의근 즉 '18계 중 의계' 앞에 나타날 때의 초기 2단계는 다음과 같다. 이후 그 정신적 대상을 세부적으로 명확히 인식하기까지에는 여러 단계가 더 진행된다.
1. 법경 즉 '18계 중 법계'에 속한 한 정신적 대상이 의근 즉 '18계 중 의계' 앞에 나타난다.
2. 의문전향의 마음 즉 의식 즉 제6의식 즉 '의근의 알음알이' 즉 '18계 중 의식계'가 일어나서  이후의 마음의 흐름, 즉, 이 경우에는 의식의 흐름 즉 제6의식의 흐름이 그 정신적 대상으로 흐르게 한다. 이 단계에서 느낌이 고수 · 낙수 · 불고불락수의 3수 하나로 확정된다. 보다 정확히는,  고수 · 낙수 · 희수 · 우수 · 사수의 5수 중 정신적 느낌인 희수 · 우수 · 사수 중 하나로 확정된다. 의문전향의 마음 그 자체는 언제나 사수와 함께하지만 이후의 마음은 확정된 느낌과 함께한다.
3. 이후 그 정신적 대상을 세부적으로 명확히 인식하기까지의 여러 단계가 진행된다.

## 같이 보기
- 마음 (불교)
- 6식
- 8식
- 89가지 마음
- 121가지 마음
- 마음작용